# Filistatidae
Famille
Les Filistatidae sont une famille d'araignées aranéomorphes.

## Distribution

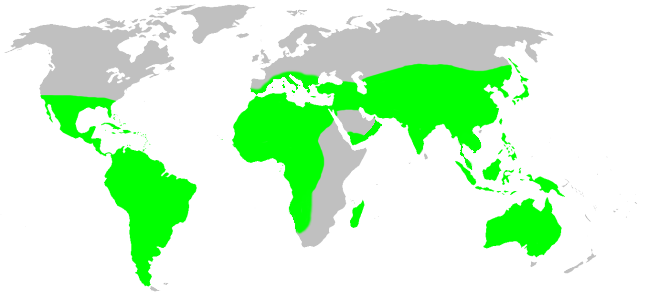
Distribution

Les espèces de cette famille se rencontrent en Europe du Sud, en Afrique, dans le sud de l'Amérique, dans le sud de l'Asie et en Océanie.

## Description
Ce sont des araignées haplogynes primitives avec cribellum et calamistrum. Les chélicères sont petites ; le céphalothorax est enflé, d'aspect velouté. Il y a huit yeux, qui forment un groupement compact. La toile a la forme de tube entouré d'une collerette de fils calamistrés. Elles sont quelquefois  retrouvées dans les maisons.
Certains taxons ont des durées de vie très longues, allant jusqu'à plus de cinq ans, les femelles étant plus longévives que les mâles.

## Paléontologie
Cette famille est connue depuis le Néogène.

## Liste des genres
Selon World Spider Catalog (version 24.5, 15/10/2023) :
- Afrofilistata Benoit, 1968
- Andoharano Lehtinen, 1967
- Antilloides Brescovit, Sánchez-Ruiz & Alayón, 2016
- Filistata Latreille, 1810
- Filistatinella Gertsch & Ivie, 1936
- Filistatoides F. O. Pickard-Cambridge, 1899
- Kukulcania Lehtinen, 1967
- Labahitha Zonstein, Marusik & Magalhaes, 2017
- Lihuelistata Ramírez & Grismado, 1997
- Microfilistata Zonstein, 1990
- Pholcoides Roewer, 1960
- Pikelinia Mello-Leitão, 1946
- Pritha Lehtinen, 1967
- Sahastata Benoit, 1968
- Tricalamus Wang, 1987
- Wandella Gray, 1994
- Yardiella Gray, 1994
- Zaitunia Lehtinen, 1967

## Systématique et taxinomie
Cette famille a été décrite par Ausserer en 1867.
Cette famille rassemble 190 espèces dans 18 genres.

## Publication originale
- Ausserer, 1867 : « Die Arachniden Tirols nach ihrer horizontalen und verticalen Verbreitung. I. » Verhandlungen der Zoologisch-Botanischen Gesellschaft in Wien, vol. 17, p. 137–170.